# ATP de Marselha
O Open 13 Provence ou ATP de Marselha é um torneio de tênis realizado anualmente, desde 2003, faz parte do programa ATP International Series, sendo um ATP 250, realizado em Marselha, França, nas quadras do Palais des Sports de Marseille, em piso duro indoor.

## Finais

### Simples
| Ano  | Campeão               | Vice-campeão          | Resultado      |
| ---- | --------------------- | --------------------- | -------------- |
| 2025 | Ugo Humbert           | Hamad Medjedovic      | 7–64, 6–4      |
| 2024 | Ugo Humbert           | Grigor Dimitrov       | 6–4, 6–3       |
| 2023 | Hubert Hurkacz        | Benjamin Bonzi        | 6–3, 7–64      |
| 2022 | Andrey Rublev         | Félix Auger-Aliassime | 7–5, 7–64      |
| 2021 | Daniil Medvedev       | Pierre-Hugues Herbert | 6–4, 46–7, 6–4 |
| 2020 | Stefanos Tsitsipas    | Félix Auger-Aliassime | 6–3, 6–4       |
| 2019 | Stefanos Tsitsipas    | Mikhail Kukushkin     | 7–5, 7–65      |
| 2018 | Karen Khachanov       | Lucas Pouille         | 7–5, 3–6, 7–5  |
| 2017 | Jo-Wilfried Tsonga    | Lucas Pouille         | 6–4, 6–4       |
| 2016 | Nick Kyrgios          | Marin Čilić           | 6–2, 7–63      |
| 2015 | Gilles Simon          | Gaël Monfils          | 6–4, 1–6, 7–64 |
| 2014 | Ernests Gulbis        | Jo-Wilfried Tsonga    | 7–65, 6–4      |
| 2013 | Jo-Wilfried Tsonga    | Tomáš Berdych         | 3–6, 7–66, 6–4 |
| 2012 | Juan Martín del Potro | Michaël Llodra        | 6–4, 6–4       |
| 2011 | Robin Söderling       | Marin Čilić           | 86–7, 6–3, 6–3 |
| 2010 | Michael Llodra        | Julien Benneteau      | 6–3, 6–4       |
| 2009 | Jo-Wilfried Tsonga    | Michaël Llodra        | 7–5, 7–63      |
| 2008 | Andy Murray           | Mario Ančić           | 6–3, 6–4       |
| 2007 | Gilles Simon          | Marcos Baghdatis      | 6–4, 7–63      |
| 2006 | Arnaud Clément        | Mario Ančić           | 6–4, 6–2       |
| 2005 | Joachim Johansson     | Ivan Ljubičić         | 7–5, 6–4       |
| 2004 | Dominik Hrbatý        | Robin Söderling       | 4–6, 6–4, 6–4  |
| 2003 | Roger Federer         | Jonas Björkman        | 6–2, 7–66      |
| 2002 | Thomas Enqvist        | Nicolas Escudé        | 46–7, 6–3, 6–1 |
| 2001 | Yevgeny Kafelnikov    | Sébastien Grosjean    | 7–65, 6–2      |
| 2000 | Marc Rosset           | Roger Federer         | 2–6, 6–3, 7–65 |
| 1999 | Fabrice Santoro       | Arnaud Clément        | 6–3, 4–6, 6–4  |
| 1998 | Thomas Enqvist        | Yevgeny Kafelnikov    | 6–4, 6–1       |
| 1997 | Thomas Enqvist        | Marcelo Ríos          | 6–4, 1–0, ab.  |
| 1996 | Guy Forget            | Cédric Pioline        | 7–5, 6–4       |
| 1995 | Boris Becker          | Daniel Vacek          | 26–7, 6–4, 7–5 |
| 1994 | Marc Rosset           | Arnaud Boetsch        | 7–66, 7–64     |
| 1993 | Marc Rosset           | Jan Siemerink         | 6–2, 7–61      |

### Duplas
| Ano  | Campeões                                 | Vice-campeões                           | Resultado          |
| ---- | ---------------------------------------- | --------------------------------------- | ------------------ |
| 2025 | Benjamin Bonzi Pierre-Hugues Herbert     | Sander Gillé Jan Zieliński              | 6–3, 6–4           |
| 2024 | Tomáš Macháč Zhang Zhizhen               | Patrik Niklas-Salminen Emil Ruusuvuori  | 6–3, 6–4           |
| 2023 | Santiago González Édouard Roger-Vasselin | Nicolas Mahut Fabrice Martin            | 4–6, 7–64, [10–7]  |
| 2022 | Denys Molchanov Andrey Rublev            | Raven Klaasen Ben McLachlan             | 4–6, 7–5, [10–7]   |
| 2021 | Lloyd Glasspool Harri Heliövaara         | Sander Arends David Pel                 | 7–5, 7–64          |
| 2020 | Nicolas Mahut Vasek Pospisil             | Wesley Koolhof Nikola Mektić            | 6–3, 6–4           |
| 2019 | Jérémy Chardy Fabrice Martin             | Ben McLachlan Matwé Middelkoop          | 6–3, 46–7, [10–4]  |
| 2018 | Raven Klaasen Michael Venus              | Marcus Daniell Dominic Inglot           | 26–7, 6–3, [10–4]  |
| 2017 | Julien Benneteau Nicolas Mahut           | Robin Haase Dominic Inglot              | 6–4, 96–7, [10–5]  |
| 2016 | Mate Pavić Michael Venus                 | Jonathan Erlich Colin Fleming           | 6–2, 6–3           |
| 2015 | Marin Draganja Henri Kontinen            | Colin Fleming Jonathan Marray           | 6–4, 3–6, [10–8]   |
| 2014 | Julien Benneteau Édouard Roger-Vasselin  | Paul Hanley Jonathan Marray             | 4–6, 7–66, [13–11] |
| 2013 | Rohan Bopanna Colin Fleming              | Aisam-ul-Haq Qureshi Jean-Julien Rojer  | 6–4, 7–63          |
| 2012 | Nicolas Mahut Édouard Roger-Vasselin     | Dustin Brown Jo-Wilfried Tsonga         | 3–6, 6–4, [10–6]   |
| 2011 | Robin Haase Ken Skupski                  | Julien Benneteau Jo-Wilfried Tsonga     | 6–4, 46–7, [13–11] |
| 2010 | Julien Benneteau Michaël Llodra          | Julian Knowle Robert Lindstedt          | 6–4, 6–3           |
| 2009 | Arnaud Clément Michaël Llodra            | Julian Knowle Andy Ram                  | 3–6, 6–3, [10–8]   |
| 2008 | Martin Damm Pavel Vízner                 | Yves Allegro Jeff Coetzee               | 7–60, 7–5          |
| 2007 | Arnaud Clément Michaël Llodra            | Mark Knowles Daniel Nestor              | 7–5, 4–6, [10–8]   |
| 2006 | Martin Damm Radek Štěpánek               | Mark Knowles Daniel Nestor              | 6–2, 46–7, [10–3]  |
| 2005 | Martin Damm Radek Štěpánek               | Mark Knowles Daniel Nestor              | 7–64, 7–65         |
| 2004 | Mark Knowles Daniel Nestor               | Martin Damm Cyril Suk                   | 7–5, 6–3           |
| 2003 | Sébastien Grosjean Fabrice Santoro       | Tomáš Cibulec Pavel Vízner              | 6–1, 6–4           |
| 2002 | Arnaud Clément Nicolas Escudé            | Julien Boutter Max Mirnyi               | 6–4, 6–3           |
| 2001 | Julien Boutter Fabrice Santoro           | Michael Hill Jeff Tarango               | 7–67, 7–5          |
| 2000 | Simon Aspelin Johan Landsberg            | Juan Ignacio Carrasco Jairo Velasco Jr. | 7–62, 6–4          |
| 1999 | Max Mirnyi Andrei Olhovskiy              | David Adams Pavel Vízner                | 7–5, 7–67          |
| 1998 | Donald Johnson Francisco Montana         | Mark Keil T.J. Middleton                | 6–4, 3–6, 6–3      |
| 1997 | Thomas Enqvist Magnus Larsson            | Olivier Delaître Fabrice Santoro        | 6–3, 6–4           |
| 1996 | Jean-Philippe Fleurian Guillaume Raoux   | Marius Barnard Peter Nyborg             | 6–3 6–2            |
| 1995 | David Adams Andrei Olhovskiy             | Jean-Philippe Fleurian Rodolphe Gilbert | 6–1, 6–4           |
| 1994 | Jan Siemerink Daniel Vacek               | Martin Damm Yevgeny Kafelnikov          | 6–7, 6–4, 6–1      |
| 1993 | Arnaud Boetsch Olivier Delaître          | Ivan Lendl Christo Van Rensburg         | 6–3, 7–6           |